# 田坝乡 (昭通市)
田坝乡，是中华人民共和国云南省昭通市昭阳区下辖的一个乡镇级行政单位。

## 行政区划
田坝乡下辖以下地区：
田坝村、水屯村、二坪村、酒房村、木厂村和凉山村。